# جمهورية اليمن الديمقراطية
12°48′00″N 45°01′59″E / 12.8°N 45.033°E

جمهورية اليمن الديمقراطية، هي الجمهورية الانفصالية التي أعلن عن قيامها علي سالم البيض، نائب رئيس مجلس الرئاسة اليمني وزعيم الحزب الاشتراكي اليمني الجنوبي صباح يوم 21 مايو 1994م، وهي غير جمهورية اليمن الديمقراطية الشعبية، والتي كانت قائمة قبل توحدها مع الجمهورية العربية اليمنية في 22 مايو 1990. فبعد إعلان الوحدة اليمنية وقيام الجمهورية اليمنية في العام 1990، وبعد أحداث وخلافات كثيرة بين قادة من الحزب الاشتراكي اليمني الجنوبي برئاسة علي سالم البيض نائب رئيس مجلس الرئاسة اليمني من جهة والحكومة المركزية في صنعاء برئاسة علي عبد الله صالح رئيس مجلس الرئاسة، رئيس المؤتمر الشعبي العام من جهة أخرى، أدت إلى إعلان القادة الجنوبيين، بزعامة علي سالم البيض، الانفصال وقيام دولة مستقلة باسم «جمهورية اليمن الديمقراطية»، في محاولة لفصل الجنوب مجدداً عن الشمال، واستعادة دولة الجنوب السابقة (جمهورية اليمن الديمقراطية الشعبية). وأدى ذلك إلى قيام ما تسمى بحرب صيف 1994، والتي تُعرف أيضاً بحرب 1994 أو حرب الانفصال اليمنية بين أنصار الوحدة ومطالبي الانفصال الذين أعلنوا استقلالهم. وفي 2 يونيو 1994م أصدر البيض قرار بتشكيل أول حكومة في «جمهورية اليمن الديموقراطية»، وذلك برئاسة المهندس حيدر أبو بكر العطاس، الذي عزله علي عبد الله صالح في 9 مايو 1994م، من رئاسة حكومة العطاس الثانية، وتكليف محمد سعيد العطار برئاسة الحكومة.

## الأحداث
على أثر إعلان قيام هذه الدولة اندلعت حرب تسمى حرب صيف 1994 وتعرف أيضاً بحرب 1994 أو حرب الانفصال اليمنية، هي حرب أهلية حدثت في شهري مايو ويوليو عام 1994 بين الحكومة اليمنية والحزب الاشتراكي اليمني خلفت ما بين 7000 - 1000 قتيل. شعر الجنوبيون أن البرلمان المنتخب في 27 أبريل 1993م لا يمثلهم كون الأغلبية من المحافظات الشمالية لليمن. اشتبكت القوات من الطرفين، وقدم أنصار علي ناصر محمد الجنوبيين الدعم للقوات الحكومية والقبائل واشترك في الحرب الأحزاب الإسلامية في الجنوب والشمال المعادية للحزب الاشتراكي دعمت السعودية الحزب الاشتراكي خلال الحرب على الرغم من موقفها المعلن والمعروف من هذه التوجهات السياسية. انتصرت الحكومة اليمنية التي تصف الحرب بحرب الدفاع عن الوحدة بينما يصفها كثير من أبناء المحافظات الجنوبية بحرب احتلال بدعوى أن الكثير من الأراضي والممتلكات استقطعت لصالح مسؤولين ومشايخ قبليين من المحافظات الشمالية وسعت حكومة علي عبد الله صالح إلى مداهنة الجنوبيين عن طريق تعيين رؤساء وزراء من الجنوب منذ بداية الوحدة.

## تشكيل الحكومة
ترأس الحكومة المعلنة المهندس حيدر أبو بكر العطاس وكان أعضاء الحكومة كالتالي:
1. حيدر أبو بكر العطاس، رئيساً للوزراء وزيراً للمالية (اشتراكي)
2. محمد حيدرة مسدوس، نائباً لرئيس الوزراء (اشتراكي)
3. محسن محمد بن فريد، نائباً لرئيس الوزراء وزيراً للتخطيط والتنمية (رابطة أبناء اليمن)
4. صالح عبيد أحمد، نائباً لرئيس الوزراء وزيراً للنقل والمواصلات (اشتراكي)
5. عبد الله الأصنج، نائباً لرئيس الوزراء وزيراً للخارجية
6. هيثم قاسم طاهر، وزيراً للدفاع (اشتراكي)
7. محمد علي أحمد، وزيراً للداخلية والأمن (اشتراكي)
8. محمد محمود ناصر، وزيراً للعدل (مستقل)
9. صالح بن حسينون، وزيراً للنفط (اشتراكي)
10. محمد سعيد عبد الله، وزيراً للإسكان (اشتراكي)
11. أبو بكر باذيب، وزيراً للثقافة والإعلام (اشتراكي)
12. أحمد علي السلامي، وزيراً للكهرباء (اشتراكي)
13. فضل محسن عبد الله، وزيراً للاسماك (اشتراكي)
14. محمد سليمان ناصر، وزيراً للزراعة والموارد المائية (اشتراكي)
15. يحيى محمد الجفري، وزيراً للتجارة والصناعة (رابطة أبناء اليمن)
16. أحمد عبد الله المجيدي، وزيراً للإدارة المحلية (اشتراكي)
17. عبد الله ناصر رشيد، وزيراً للإنشاء والتعمير (اشتراكي)
18. قيس عبد الله جرادة، وزيراً للصحة (مستقل)
19. أبو بكر السقاف، وزيراً للتربية والتعليم (مستقل)
20. أحمد زين عيدروس، وزيراً لخدمة المدنية (رابطة أبناء اليمن)
21. محسن علي ياسر، وزيراً للعمل (اشتراكي)
22. مصطفى عبد الرحمن العطاس، وزيراً للأوقاف (مستقل)
23. محمد أحمد العفيف، وزيراً للرياضة (ناصري)
24. حازم شكري، وزيراً للشؤون الاجتماعية (رابطة أبناء اليمن)
25. عمر عبد الصمد، وزيراً للدولة (اشتراكي)
26. عبد الواسع سلام، وزيراً للدولة (اشتراكي)
27. صالح عبد الله مثني، وزيراً للدولة (اشتراكي)
28. سيف مقبل العريبي، وزيراً للدولة (اشتراكي)
29. قاسم يحيى، وزيراً للدولة (اشتراكي)
30. هادي محمد عامر، وزيراً للدولة (مستقل)